# 姜文杰
姜文杰（英語：Benji Chiang Man Kit，1980年10月29日—），原名姜秉文，香港演員、導演、編劇、影視製作人、唱作人、電視節目主持人、畫家，兄妹組合Benji and Lesley中的哥哥，有一妹姜麗文，父親秦沛，叔叔姜大衛，爾冬陞，太太李泳淇。

## 簡介

### 背景
姜文杰 1980年10月29日 出生於香港，是香港影帝秦沛長子，姜麗文哥哥，家族成員包括爾冬陞導演，姜大衛，紅薇，嚴化 等。年幼時就讀九龍塘 國際英文幼稚園，小學就讀九龍塘拔萃小學，期間開始修煉長號，1992年移居加拿大溫哥華就讀 Prince of Wales Secondary School，是學校首席長號演奏級學生，其後於 University British Columbia 大學畢業，主修社會學／人類學，同時於溫哥華演藝學院 Vancouver Film School 就讀演藝課程獲得文憑，亦是聲樂大師周玲寶老師優異生。

### 2003-2009年 入行／主持時期
姜文杰畢業後低調回港簽約藝能娛樂有限公司，期間只演出過王晶作品《黑白戰場》。2004年與藝能娛樂解約，以試鏡形式加入TVB主持音樂及娛樂節目，於2004-2011年期間曾主持節目多不勝數，包括勁歌金曲，全球華人新秀歌唱大賽，無間音樂，翡翠歌星賀台慶，超級樂壇全接觸，娛樂最前線，中華情 等，累積多達三千小時主持人經驗。

### 2010年-2013年 歌唱／組合時期
2010年姜文杰與妹妹姜麗文自資唱作組合「Benji and Lesley 姜氏兄妹」於《超級巨聲》出道，主打歌《Showtime》成績一鳴驚人，被商業電台名為「樂壇小核彈」，同時獲得同業和媒體們的公開大力支持，最終兩兄妹在没有唱片公司與宣傳資金下於年底各大樂壇頒獎禮獲得驕人成績，包括：新城勁爆創作组合新人王，十大中文金曲最有前途新人獎，亦成為香港歷史上首位新人/獨立音樂人榮登最受歡迎獎項寶座，獲頒十大勁歌金曲最受歡迎組合銅獎。2012年捲入香港電視大戰暫別樂壇開始演員路，接拍香港首部歌舞電視劇《童話戀曲201314》身兼演員及舞蹈音樂總監，同年演出《導火新聞線》王子一角亦大獲好評。2013年，姜氏兄妹參加浙江衛視《我不是明星(第四季) 》比赛贏得亞軍，成為該節目史上唯一連任十三場比賽的參賽者，同時打破了多項記錄，包括：最長連赢冠軍，最高微博人氣指數等，微博關注人數多達四十萬。

### 2014年-2019 年演員／幕後時期
2015年姜文杰首次以男主角身份接拍電影《我的1000萬》其後於《天才在左 瘋子在右》，《密戰》，《龍套王》，《反黑》，《蝕日風暴》等大放光彩，一手包辦的電影主題曲《在一起》更於騰訊各音樂平台24小時內點擊量沖破2.8億，創下了樂壇佳績。2017年姜文杰開始同時兼顧演員及幕後製作，參與多項《反黑》後期工作，除了監製主題曲《大丈夫》，更親自設計8bit周邊產品還賣斷年宵市場，更負責英文字幕，外聯 等工作。2019年姜文杰與鍾盛遠等合資製作公司 SoulCrew Studios 秀酷製作有限公司，並多線發展電影，劇集，等製作項目。首套主打港產電影《大盜演》由姜文杰和李璨琛主演，更任職執行監製以及音樂總監，原創歌曲主題曲KEEP ROLLING 與電影配樂均由姜文杰團隊包辦。

### 2020年 - 全盛時期
2022年，SoulCrew Studios為 ViuTV製作原創劇集《心靈師》，姜文杰同時擔任演員、音樂總監與動畫總監。姜文杰帶領10人畫家團隊炮製劇中22段動畫，自己亦參與其中包辦多集畫作，更為畫家團隊逐一創作故事板，處理後期製作，及將所有畫作親手製成動畫。音樂方面，姜文杰開創先河邀請獨立音樂人參與其中，合作包括 姜麗文、應智越、劉蘊晴、楊詩敏、符家俊、CHOR鍾楚翹、許東晴 等，令劇集成為香港史上首套擁有20首不同片尾曲的連續劇，與拍檔曹震豪合力打造以鋼琴為首的原創音樂更達三十多首，是另一個創舉。拍攝期間，姜文杰更於2022年2月22日星期二下午2:22分與相戀多年女友模特兒李泳淇簽紙結婚。同年，姜文杰以自家8bit畫作推出新歌《遺臭萬年》《LaLaLa》，從曲詞編監到MV裡所有公仔到後期動畫製作都由BENJI一手包辦，同時更退出自家8bit品牌《HongerLand》，於IG與官方網站HongerLand.com分享以香港人物為題材的8bit畫集。
2023年，姜文杰活躍於文化界，常參與香港發展基金有關項目，包括為香港首本恐龍考古教科書「恐龍x檔案」繪畫 8-bit 恐龍外，更應邀演出第十屆創加作微電影專業組別 李澤恒導演作品《42M》，更負責電影配樂部份，最終榮獲「最佳微電影大獎」、「最佳男主角 銀獎」、「最佳攝影」。同年，姜文杰於社交平台透露，親自編劇的劇本《太白》被選中為第十屆創加作微電影專業組別作品，故事講述一位女兒回流香港發現父親患有腦退化症的故事，而《太白》將會是姜文杰首部以真名「姜秉文」執導作品。
2024年，姜文杰憑ViuTV劇集《心靈師》角色「姜耀宗」獲「第八屆 觀眾在民間電視大獎2023」提名最佳男主角大獎。其後，姜文杰接拍年度巨作《反黑2》延續「細華」角色。由姜文杰首次執導作品《太白》在2024年2月於第十一屆創加作微電影專業組別作品比賽中首播，故事講述外國長大的 SOPHIE（姜麗文 飾）按著母親的遺願，二⼗多年來⾸次回港，代她向拋棄自己多年的⽗親臭罵一頓，卻發現⽗親根叔（秦沛 飾）已患上初期⽼⼈癡呆症！幸得根叔還能認出SOPHIE，⽗⼥兩⼈總算能共度數個平淡卻溫馨的晚上。SOPHIE看著多年來相知卻不相識的⽗親，決定留港多⼀會，爭取最後與⽗親相處的時光，並設法舒緩他病情。SOPHIE堅持不懈，終找到正維修翻新的「太⽩海鮮舫」，而演員陣容方面，姜卓文、陳安瑩、廖駿雄、以及姜文杰與太太李泳淇夫婦也參演一角。《太白》於第十一屆創+作微電影頒獎禮獲頒兩個獎項，包括以真名姜秉文獲頒 「最佳編劇 」獎，和「最佳女主角」銅獎（姜麗文）。同年，姜文杰接拍ViuTV電視劇《社畜先導培訓計畫》演出反派「Roger」一角。

## 家庭
- 爺爺嚴化（演員）。
- 奶奶红薇（演員）。
- 爸爸秦沛（演員）。
- 叔父 姜大偉（演員）。
- 叔父爾冬陞（導演）。
- 妹妹姜麗文（藝人）。
- 堂姊夫曹永廉（藝人）。
- 堂弟姜卓文（藝人）。

## 音樂作品

### 專輯
| 專輯 # | 專輯名稱                         | 專輯類型 | 發行公司              | 發行日期       | 曲目 |
| ------ | -------------------------------- | -------- | --------------------- | -------------- | --- |
| 1st    | Showtime（Benji and Lesley專輯） | EP       | 生薑音樂 Ginger Music | 2010年10月19日 | 曲目 1. Showtime（詞／監／唱）(Benji and Lesley) 2. 寧願得不到你（監）(姜麗文獨唱) 3. Christmas Song（曲／詞／監／唱）(姜文杰獨唱) |

### 單曲

#### 2010年
- Showtime - Benji & Lesley（曲／監／唱）
- 寧願得不到你 - Lesley（曲／監／和唱）
- Christmas Song（曲／詞／監／唱）

#### 2011年
- If - Benji & Lesley（曲／詞／監／唱）
- Forever - Lesley（監／和唱）
- Too Late（曲／詞／監／唱）

#### 2013年
- 童話戀曲201314（HKTV）12首舞蹈音樂，配樂，歌曲（曲／詞／監／唱）

#### 2014年
- 薰（曲／詞／唱）

#### 2016年
- 在一起（曲／詞／監／唱）

#### 2018年
- 大丈夫 《反黑》主題曲（監）

#### 2019年
- 電影《大盜演》原創歌曲 KEEP ROLLING （曲／詞／監／唱）
- 電影《大盜演》原創音樂（監）
- 電影《大盜演》音樂總監

#### 2021年
- HongerLand（曲／編／監）
- 遺臭萬年（曲／詞／編／監／唱）
- La La La（曲／詞／編／監／唱）

#### 2022年
- ViuTV 原創劇《心靈師》原創音樂／配樂（曲／編／監）
- ViuTV 原創劇《心靈師》片尾曲 What If..（唱）
- ViuTV 原創劇《心靈師》片尾曲 One Two Three（曲／詞／監）

- 微電影《42M》原創音樂／配樂（曲／編／監）

## 軼事
2023年9月17日，姜文杰日前於IG限時動態透露早前患重感冒引起嚴重後遺症，連聽覺都出現問題，一度連太太在耳邊說話都聽不清楚，形容聽力如潛水時一樣，姜文杰表示：「得返10%分辨能力。」更爆粗坦言極恐懼。最後更要半夜急召白車入醫院，姜文杰形容病況令人擔心。
姜文杰早於昨日（17日）凌晨已在IG分享重感冒後遺症對他的影響，最先是一邊耳朵聽不到聲音，以為過一陣子會好轉，但反而更差，姜文杰於IG表示連風筒吹向耳朵都只聽到極微的電子聲，即使戴耳機都完全聽不到聲音，決定翌日就會求醫。不過姜文杰情況嚴重得最終要於凌晨5時call白車送院，姜文杰表示：「深夜開始嚴重頭暈，成晚趴喺馬桶度，只要稍微郁吓都會嘔最後終於頂唔順。」姜文杰形容感覺像飲醉，「呢10幾個鐘頭我嘔到黃膽水都嘔埋。」
姜文杰入院後做腦部電腦掃描，姜文杰今日（18日）再於IG報平安，指醫生估計他因病毒攻擊耳膜神經，以及掌管平衡的「耳石移錯位」，導致聽力受損。姜文杰表示：「我狀況比平時啲Case嚴重，（醫生）會為我安排一系列治療，包括類固醇，而我更需要做進一步測試，因為我天旋地轉都幾唔妥，同埋左耳嘅能力（聽力）目前得返15%，有啲高頻聲音更近乎零。」姜文杰指頭暈可能會持續數月至一兩年不等，康復要視身體而定。

## 派台歌曲成績
| 派台歌曲成績 | 派台歌曲成績   | 派台歌曲成績 | 派台歌曲成績 | 派台歌曲成績 | 派台歌曲成績 | 派台歌曲成績 |
| ------------ | -------------- | ------------ | ------------ | ------------ | ------------ | ------------ |
| 唱片         | 歌曲           | 903          | RTHK         | 997          | TVB          | 備註         |
| 2010年       |                |              |              |              |              |              |
| Showtime     | Showtime       | 14           | 12           | 9            | 4            | 與姜麗文合唱 |
| Showtime     | Christmas Song | -            | -            | -            | -            |              |
| 2011年       |                |              |              |              |              |              |
|              | If             | 2            | 2            | 4            | -            | 與姜麗文合唱 |
| 2014年       |                |              |              |              |              |              |
|              | 薰             | -            | -            | 6            | -            | 與龍小菌合唱 |

## 演出作品

### 舞台劇
- 《第一頁夢歌》飾 流浪詩人
- 《我的基本生活》飾 李加承

### 電影
- 《黑白戰場》飾 花灑（特別介紹）（2004年）
- 《喜愛夜蒲》飾 警察（男配角）（2012年）
- 《喜愛夜蒲2》飾 警察（男配角）（2012年）
- 《我的1000萬》飾 馬雲飛（男主角）（2016年）
- 《導火新聞線》飾 王子健（男配角）（2017年）
- 《新永不消逝的電波》飾 志全（男配角）（2017年）
- 《醉爆閨蜜》飾 主音（男配角）（2017年）
- 《星塵》飾 黃老闆（男配角）（2018年）
- 《大盜演》飾 張炳文（男主角）（2019年）
- 《梅艷芳》飾 黑幫助理（男配角）（2021年）

### 電視劇
- 《童話戀曲201314》飾 楊海正（男配角／舞蹈男主角）（2015年）
- 《第二人生》飾 Benji（客串）（2015年）
- 《導火新聞線》飾 王子健（2015年）（男主角）
- 《三面形醫》飾 周炳權（2015年）（男配角）
- 《夜班》飾 武哥（2015年）（男配角）
- 《天才在左 瘋子在右》飾 何醫生（2017年）（男配角）
- 《反黑》飾 細華（2018年）（男配角）
- 《蝕日風暴》飾 Paul少（2019年）（男配角）
- 《心靈師》飾 姜耀宗（2022年）（男主角）
- 《反黑2》飾 細華（2023年）（男配角）
- 《社畜再培訓先導計畫》飾 Roger（2024年）（男配角）

### MV
- 吳日言- 有口難言（TVBMV演出）
- 陳文媛- 你女友（TVBMV演出）

- 衛　詩- Get Out （TVBMV演出）
- 陳慧琳 - 毫無保留（TVBMV演出）
- 衛　蘭- 離家出走（TVBMV演出）
- 方力申-大細心（TVBMV演出）

- 張敬軒 - 迷失表參道（TVBMV演出）
- 胡蓓蔚- Don't Think Just Do（TVBMV演出）

- 李卓庭-工作狂人（TVBMV演出）

- 關淑怡- 天規 （TVBMV演出）
- 藍奕邦-無暇年代（TVBMV演出）

- Benji and Lesley - Showtime（TVBMV）
- 姜麗文 - 寧願得不到你（TVBMV）

- 姜麗文 - Forever（官方MV）
- 姜麗文 -  Forever-Japanese version（官方MV）
- 姜文杰 - Christmas Song （官方MV）

- Benji and Lesley - Showtime（TVBMV）
- 姜麗文 - 寧願得不到你（TVBMV）

- 張繼聰 - 三個人（MV演出）

## 主持作品

### 綜藝節目（無綫電視）
- 《無間音樂》2005年起
- 《360°音樂無邊》2005年起
- 《娛樂最前線》2007年起
- 《超級樂壇全接觸》2007年起
- 《翡翠歌星賀台慶》2008年
- 《全球華人新秀歌唱大賽》2008年起
- 《TVB8金曲榜頒獎典禮》2008年起

## 獎項

### 2009年度
- PM最有前途藝人獎

### 2010年度
- 新城勁爆頒獎禮2010 - 新城勁爆新人王（創作組合）
- 第三十三屆十大中文金曲頒獎音樂會 - 最有前途新人獎 優異獎
- 2010年度十大勁歌金曲頒獎典禮 - 最受歡迎組合獎 銅獎

### 2011年度
- 新城勁爆頒獎禮2011 - 新城勁爆組合

### 2024年度
- 第十一屆創+作微電影頒獎禮 - 最佳編劇

## 外部連結
- BENJI姜文杰的Facebook專頁
- YouTube上的BENJI姜文杰頻道
- 姜文杰的Instagram帳戶
- 姜文杰的新浪微博